# El regne de les aranyes
El regne de les aranyes (títol original: Kingdom of the Spiders) és una pel·lícula estatunidenca de terror dirigida per John « Bud » Cardos, estrenada el 1977. Ha estat doblada al català.

## Argument
Investigant sobre les morts misterioses d'animals de ramaderia, Rack Hansen, veterinari, descobreix que la seva petita ciutat tan tranquil·la es troba envaïda per hordes d'aràcnids mortals. Abans de poder donar l'alerta, els carrers es troben infestats d'aranyes i només pot ajuntar-se amb un grup d'habitants que s'han refugiat en un hotel aïllat…

## Repartiment
- William Shatner: Dr. Robert « Rack » Hansen
- Woody Strode: Walter Colby
- Altovise Davis: Birch Colby
- Tiffany Bolling: Diane Ashley
- David McLean: Xèrif Gene Smith
- Marcy Lafferty: Terry Hansen

## Nominacions
- Premi Saturn a la millor pel·lícula de terror 1978
- Premi Saturn al millor actor 1978 (William Shatner)